# Confine tra Bielorussia e Lituania

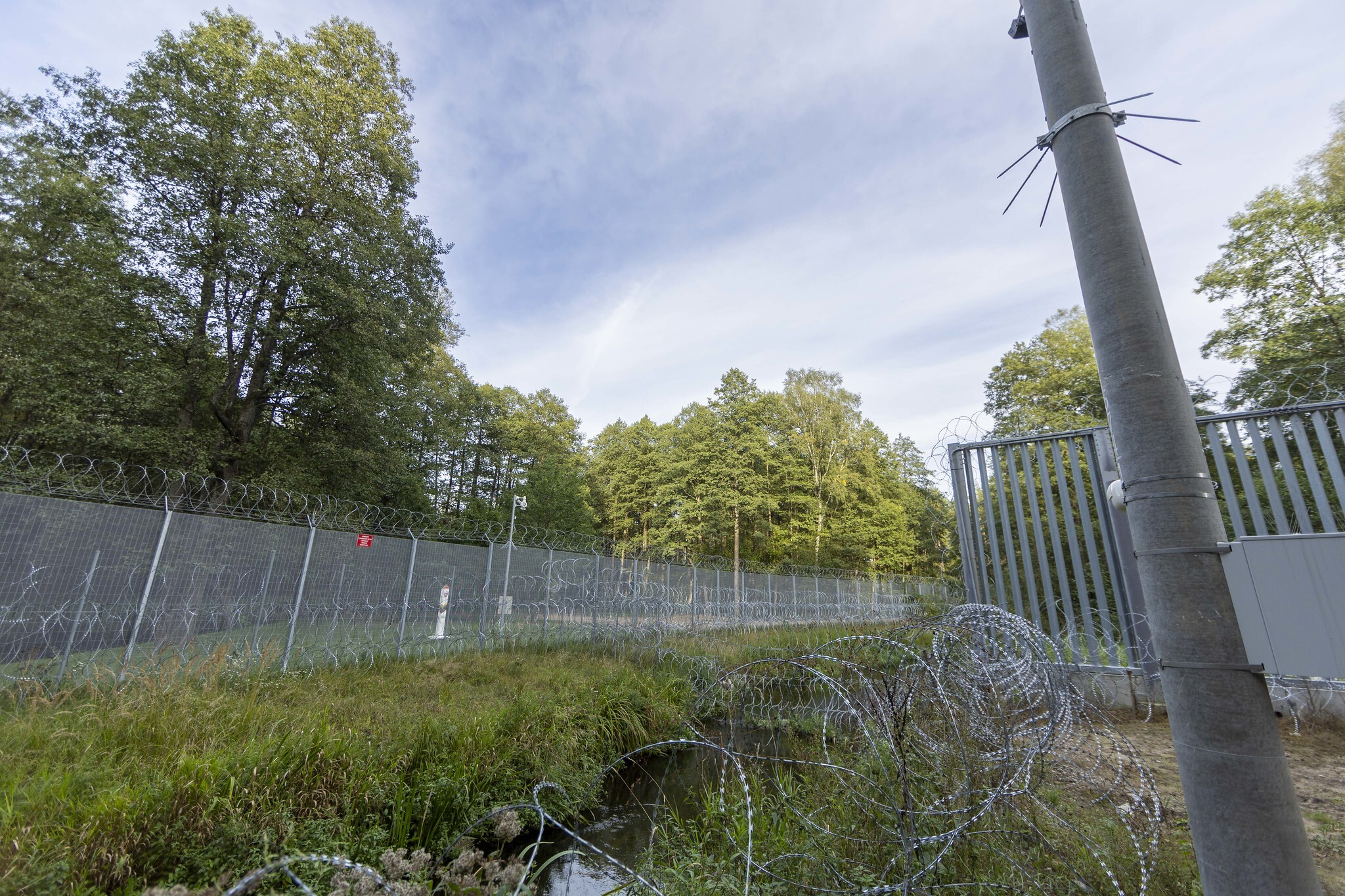
Barriera di confine Lituana

Il confine tra la Bielorussia e la Lituania descrive la linea di demarcazione tra questi due Stati. Ha una lunghezza di 678,819 km. Rappresenta inoltre la linea di separazione tra l'Unione europea e la Comunità degli Stati Indipendenti.

## Storia
La linea di demarcazione tra Bielorussia e Lituania rappresenta innanzitutto un esempio lampante di confine tracciato su basi storiche, per via dei quattro secoli in cui le storie dei due Paesi si sono intrecciate durante la Confederazione polacco-lituana. Questo fu poi ripreso per identificare una separazione tra la RSS Bielorussa e la RSS Lituana.
Sebbene le relazioni tra la Bielorussia e la Lituania siano state generalmente amichevoli nei primi anni '90, vari gruppi e individui (e persino alcuni elementi del governo e del parlamento bielorussi) sostengono che, per via di "motivazioni ed eventi storici" legati anche alla lingua e all'origine etnica, vi siano alcuni territori che andrebbero ceduti al Paese rossoverde. In particolare, si fa riferimento alla parte sud-orientale della contea di Vilnius, che si trova vicino al confine. I due paesi hanno firmato un accordo di frontiera nel dicembre del 1991: durante i due anni consecutivi il confine è stato ulteriormente delimitato per prevenire ulteriori controversie.
In un vertice tenutosi all'inizio del febbraio 1995, il Presidente lituano Algirdas Brazauskas e il corrispettivo bielorusso Aljaksandr Lukašėnka hanno firmato un trattato di amicizia e cooperazione che includeva la risoluzione di tutte le questioni relative alle frontiere. Non sono stati segnalati problemi riguardanti le minoranze che vivono nell'uno o nell'altro paese.

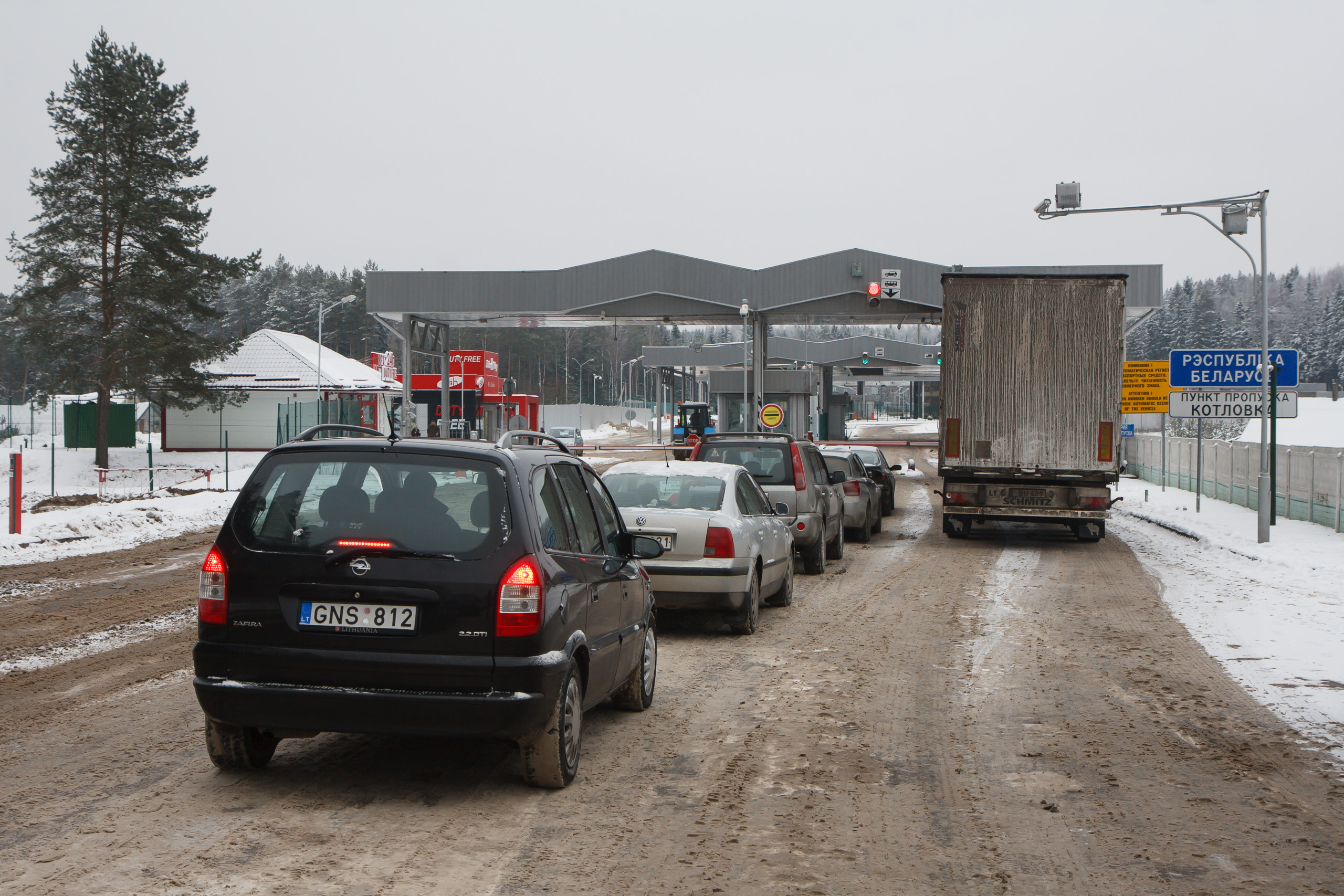
Frontiera tra i due Stati presso Lavoriškės e Kozlovka

Dal 2004, con l'ingresso nella UE da parte della Lituania, è divenuto confine esterno della Comunità. Dal 2007, con l'entrata in vigore dello spazio Schengen, la Bielorussia è divenuta una delle due nazioni con cui il Paese baltico condivide un sistema frontieristico tradizionale (l'altra è la Russia). La ventata di sviluppo che ha interessato la Lituania, ha comportato un aumento dei controlli alle frontiere e dei requisiti di visto più rigorosi per l'attraversamento. Un'intesa sottoscritta nel 2010 ha avuto ad oggetto una semplificazione del transito in favore dei cittadini che vivessero nell'arco di 50 km dal confine. Da quando è divenuto confine esterno dell'UE, il numero di tentativi illegali di attraversare il confine per giungere in Lituania è aumentato, facendo registrare 246 tentativi nel 2010.
La fitta rete di recinzioni e barriere di sicurezza è stata ultimata nel 2007. I Ministri degli Affari Esteri dei due Paesi hanno scambiato documenti relativi alla conferma del confine pattuito il 19 giugno 2008.

## Caratteristiche
Il confine riguarda la parte nord-occidentale della Bielorussia e quella sud-orientale della Lituania. Ha un andamento generale da nord-est a sud-ovest.

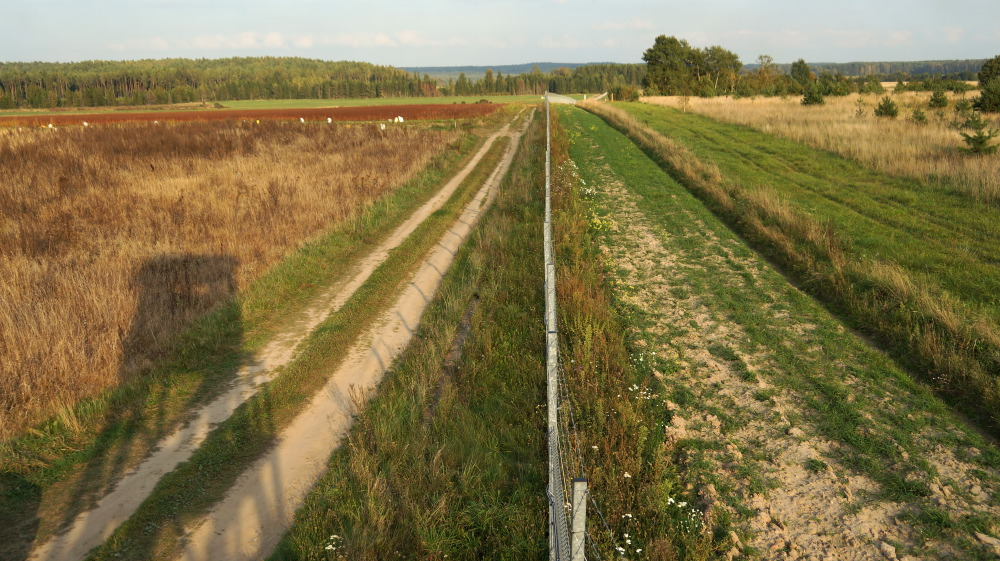
Confine tra i due Paesi presso Sakalinė

Inizia alla triplice frontiera tra Bielorussia, Lettonia e Lituania, dove è stato eretto un piccolo monumento. Separa il lago Drūkšiai e procede in direzione sud-est, sulla scia in ordine del fiume Apyvardė, dei laghi Apvardai e Prūtas, seguendo poi il fiume Dysna verso est e giungendo più avanti presso la stazione ferroviaria di Adutiškis. Il tracciato giunge poi a nord dell'insediamento bielorusso Lyntupy, a est della lituana Šumskas, attraverso la strada Vilnius-Maladzečna, spostandosi dunque quasi a Dieveniškės. Dopo una serie di chilometri seguiti in maniera irregolare ora a est, a sud e ad ovest, va a nord dell'insediamento bielorusso Bieniakoni, attraversando la rotta Vilnius-Lida e poi segue il fiume Šalčia. Continua ancora a sud della città lituana Eišiškės, segue il fiume Načia, va a sud dell'insediamento lituano Dubičiai, raggiunge la sorgente del fiume Kotra e segue ulteriormente questo corso d'acqua. Supera poi la A 15 Vilnius-Šalčininkai, la ferrovia Vilnius-Hrodna (vicino alla fermata Senovė) e il bivio ferroviario per Druskininkai (a nord della fermata Pariečė), proseguendo a ovest verso il fiume Neman. Infine, dopo qualche altro chilometro, termina alla triplice frontiera tra Bielorussia, Lituania e Polonia.

## Regioni interessate
Diverse sono le regioni della Bielorussia e le contee della Lituania interessate dal confine:
- Bielorussia
  -  Regione di Vicebsk
  -  Regione di Hrodna
- Lituania
  -  Contea di Utena
  -  Contea di Vilnius